# Werbka (hromada Jarmolińce)
Werbka (ukr. Вербка, hist. pol. Werbka Drewniana) – wieś na Ukrainie, w obwodzie chmielnickim, w rejonie chmielnickim, w hromadzie Jarmolińce. W 2001 liczyła 552 mieszkańców, spośród których 550 wskazało jako ojczysty język ukraiński, 1 rosyjski, a 1 inny.